# Zhang Liuhong
Zhang Liuhong (chiń. 张榴红; ur. 16 stycznia 1969) – chińska lekkoatletka, specjalizująca się w pchnięciu kulą. 

## Sukcesy sportowe
- mistrzyni Chin w pchnięciu kulą – 1994[1]

| Rok  | Miasto    | Zawody                    | Konkurencja    | Wynik         |
| ---- | --------- | ------------------------- | -------------- | ------------- |
| 1993 | Toronto   | Halowe mistrzostwa świata | pchnięcie kulą | brązowy medal |
| 1993 | Szanghaj  | Igrzyska Azji Wschodniej  | pchnięcie kulą | złoty medal   |
| 1993 | Manila    | Mistrzostwa Azji          | pchnięcie kulą | złoty medal   |
| 1994 | Hiroszima | Igrzyska azjatyckie       | pchnięcie kulą | srebrny medal |
| 1995 | Barcelona | Halowe mistrzostwa świata | pchnięcie kulą | 4. miejsce    |
| 1995 | Göteborg  | Mistrzostwa świata        | pchnięcie kulą | 6. miejsce    |
| 1997 | Paryż     | Halowe mistrzostwa świata | pchnięcie kulą | 8. miejsce    |

## Rekordy życiowe
| konkurencja    | na stadionie              | w hali                    |
| -------------- | ------------------------- | ------------------------- |
| pchnięcie kulą | 20,54 – Pekin, 05.06.1994 | 19,32 – Jinan, 16.01.1993 |